# Kellie Leitch
Khristinn Kellie Leitch, née le 30 juillet 1970, est une femme politique canadienne. Elle est députée à la Chambre des communes où elle représente la circonscription de Simcoe—Grey depuis l’élection fédérale en 2011. Elle a succédé à Helena Guergis qui a été licenciée du caucus du Parti conservateur. Suivant son élection, Leitch a été nommée secrétaire parlementaire du ministre des Ressources humaines et de Développement social. Le 15 juillet 2013, le Premier ministre Stephen Harper a nommé Leitch ministre du Travail et ministre de la Condition féminine.

## Biographie

### Éducation et carrière médicale
En 1991, Leitch sort de l'Université Queen's avec un diplôme de premier cycle. Elle décroche son doctorat en médecine de l'Université de Toronto en 1994, un MBA de l'Université Dalhousie en 1998, et a complète le programme de résidence en chirurgie orthopédique en 2001 à l'Université de Toronto. Elle rejoint la clinique de l’orthopédie pédiatrique à l’hôpital pour enfants de Los Angeles / Université de Californie du Sud en 2002.
Leitch a enseigné à l'Université de Western Ontario, où elle a été vice-doyenne des affaires extérieures à l'École Schulich de médecine et de dentisterie, et présidente de la chirurgie pédiatrique à l’hôpital pour enfants de l’Ouest d'Ontario.
Elle est une chirurgienne orthopédique pédiatrique à l’Hospital for Sick Children. Leicht est également professeure associée à l'Université de Toronto.
Leicht a été la présidente fondatrice du Ivey International Centre for Health Innovation, et a dirigé le département de la santé du programme de MBA à la Ivey Business School situé à l'Université de Western Ontario.
Leitch a également fondé la Fondation Kids Health en 2009, une organisation qui cherche à travailler avec les milieux universitaires, associatifs, gouvernementaux et industriels pour faire du Canada un pays sain pour les enfants.

### Carrière politique
Leicht est une membre active du Parti conservateur du Canada et du Parti progressiste-conservateur de l'Ontario. Elle a fait partie du cabinet de campagne de la députée progressiste-conservatrice Christine Elliott en 2009. Elle a également servi en tant que présidente du Campus PC de l'Ontario Association, et a été activement impliquée dans le Parti conservateur depuis de l’âge de 14 ans.
Leitch a servi comme présidente du groupe d'experts sur le crédit d’impôt pour la condition physique des enfants en 2006, qui a fait des recommandations à Jim Flaherty, Ministre des Finances, sur les meilleures façons de mettre en œuvre ce crédit d’impôt destiné à encourager la santé et la forme physique chez les enfants canadiens. En 2008, Leitch a rédigé le rapport intitulé Reaching for the Top: A Report by the Advisor on Healthy Children & Youth. Le rapport est un "appel à l'action" pour le gouvernement et l’industrie sur les questions clés qui touchent les enfants et les jeunes canadiens.
Leicht sert sur les planches[pas clair] pour Canadian Foundation for AIDS Research, le Conseil national de recherches Canada, le YMCA, et Génome Canada, entre autres.
Le 17 septembre 2010, le Globe and Mail indique que Leitch serait candidate à l'investiture conservatrice dans Simcoe-Grey. Le siège était, à l'époque, tenu par Helena Guergis, qui a été expulsée du Parti conservateur.
Leitch a remporté l'investiture sur Maire de Collingwood Chris Carrier et Paul Throop avec 67 % des votes. Elle remporte ensuite l’élection générale avec 31 784 bulletins de vote pour elle et une pluralité de 20 590 voix, soit 49,36 % des voix.